# Джон Чармли
Джон Денис Чармли (на английски: John Denis Charmley) (р. 9 ноември 1955) е британски историк и професор по съвременна история в Университета на Източна Англия, където е ръководител на Катедрата по история от 2002 до 2012 г. и ръководител на Училището по музика от 2009 до 2014 г. Понастоящем е директор на Филмовия архив на Източна Англия и главен редактор на списанието History (от 2011 г.). Специализиращ в съвременна дипломатическа и политическа история, Чармли е известен с противоречивия си възглед за Уинстън Чърчил.

## Възгледи за Втората световна война
Работата на Чармли върху Чърчил е донякъде обратна на стандартното академично мнение. Той намира ранните години на Чърчил за силни и убедителни, но вярва, че алтернативата на Чърчил на политиката на умиротворяване е нереалистична и че неговите действия като министър-председател през Втората световна война са провал. Чармли гледа на рухването на Британската империя и издигането на Съединените щати и на Съветския съюз като на катастрофа. Чармли предлага, че Великобритания е трябвало да преговаря с Националсоциалистическа Германия през 1940 г., че е щяло да е възможно това да се направи почтено и че това е щяло да запази Британската империя по-добре отколкото съюза с анти-колониалния президент на САЩ Франклин Рузвелт. Чармли предлага оттегляне от войната срещу Германия и позволяване на Хитлер и Сталин да воюват един срещу друг, а не да се рискуват британски ресурси.
Чармли също вярва, че силният правителствен контрол на Великобритания, направен от Чърчил, поставя основите на британския социализъм и победите на Лейбъристката партия, събития, които той също счита за отрицателни. Чармли резюмира възгледите си в книгата си Чърчил: Краят на славата така:
| “ | Чърчил е заел позиция за Британската империя, за британската независимост и за „анти-социалистически“ възглед за Великобритания. До юли 1945 г. първата от тези е „забуксувала“, втората е зависима изцяло от Америка, а третият напълно е изчезнал в победата на Лейбъристката партия. | ” |

Чармли също се опитва донякъде да реабилитира репутацията на Невил Чембърлейн.

### Отзиви
Според Ричард Лангуърт:
| “ | Всеки сериозен военен отчет на Втората световна война показва, че Германия е била на косъм от това да завладее Русия при всички обстоятелства. Без враг откъм гърба си, приковаващ ресурси и дивизии на Запад; без британската кампания в Африка; без помощта по море за Сталин от американците и британците; без търсенето от страна на Рузвелт на война с Германия в Атлантика, Хитлер е щял да хвърли всичко, което е имал срещу Русия. Обсадата на Ленинград, атаката срещу Москва, битката при Сталинград почти със сигурност са щели да отидат в противоположна посока, ако не през 1941 г., то тогава със сигурност през 1942 г. | ” |

## По-късна работа
Напоследък изследванията на Чармли са се върнали в 19 и началото на 20 век, където той застъпва тезата, че влизането на Великобритания в Първата световна война не е естествена кулминация на определена традиция в британската външна политика, а е всъщност резултат от неправилни преценки на Едуард Грей и други политици, позиция, която според някои критици е толкова противоречива, колкото и тази за Чърчил.

## Книги
- John Charmley, Duff Cooper (Weidenfeld, 1986). ISBN 0-297-78857-4.
- John Charmley, Lord Lloyd and the Decline of the British Empire (Weidenfeld, 1987). ISBN 0-297-79205-9.
- John Charmley, Chamberlain and the Lost Peace (Hodder and Stroughton, 1989). ISBN 978-0-929587-33-2.
- John Charmley, Churchill: The End of Glory (Hodder and Stroughton, 1993). ISBN 978-1-56663-247-8.
- John Charmley, Churchill's Grand Alliance 1940 – 1957 (Hodder and Stoughton, 1995). ISBN 978-0-15-127581-6.
- John Charmley, A History of Conservative Politics 1900 – 1996 (MacMillan, 1996). ISBN 0-333-72283-3.
- John Charmley, Splendid Isolation? Britain and the Balance of Power 1874 – 1914 (Hodder and Stroughton, 1999). ISBN 978-0-340-65791-1.
- John Charmley, „Chamberlain, Churchill and the End of Empire“. In The Decline of Empires. (Wein, 2001). ISBN 3-7028-0384-X.
- John Charmley, „Palmerston: Artful old dodger or babe of grace?“ In The Makers of British Foreigh Policy from Pitt to Thatcher. (Palgrave Macmillan, 2002). ISBN 0-333-91579-8.
- John Charmley, „What if Halifax had become Prime Minister in 1940?“ In Prime Minister Portillo and Other Things that Never Happened: A Collection of Political Counterfactuals. (Portico's, 2003). ISBN 1-84275-069-0.
- John Charmley, „From Splendid Isolation to Finest Hour: Britain as a Global Power, 1900 – 1950“. In The Foreign Office and British Diplomacy in the Twentieth Century (Routledge, 2005). ISBN 0-7146-5679-8.
- John Charmley, The Princess and the Politicians: Sex, Intrigue and Diplomacy, 1812 – 40 (Viking, 2005). ISBN 0-670-88964-4.
- John Charmley, A History of Conservative Politics since 1830. (Palgrave Macmillan, 2008). ISBN 978-0-333-92973-5.
- John Charmley, „Unravelling Silk: Princess Lieven, Metternich and Castlereagh“. In A Living Anachronism? European Diplomacy and the Habsburg Monarchy. (Bohlau: Vienna, 2010). pp. 15 – 29. ISBN 978-3-205-78510-1.
- John Charmley, „Neville Chamberlain and the Consequences of the Churchillian Hegemony“. In Origins of the Second World War: An International Perspective. (Continuum, 2011). p. 448. ISBN 978-1-4411-6443-8.